# 21919 Luga
21919 Luga è un asteroide della fascia principale. Scoperto nel 1999, presenta un'orbita caratterizzata da un semiasse maggiore pari a 3,0692848 UA e da un'eccentricità di 0,0547041, inclinata di 8,28807° rispetto all'eclittica.